# Kim Szonggan
Kim Szonggan (hangul: 김성간, RR: Kim Seong-gan; népszerű átírással: Kim Sung-gan; Phenjan, 1912. november 17. – 1984. május 29.) dél-koreai válogatott labdarúgó.

## Nemzeti válogatott
A japán válogatottban 1 mérkőzést játszott.

## Statisztika
| Japán válogatott | Japán válogatott | Japán válogatott |
| Időszak          | Mérk.            | gól              |
| ---------------- | ---------------- | ---------------- |
| 1940             | 1                | 0                |
| Összesen         | 1                | 0                |